# Independent's Day
Albums de Royce da 5'9"
Death Is Certain
(2004) Street Hop
(2009)
Independent's Day est le troisième album studio de Royce da 5'9", sorti le 28 juin 2005.

## Liste des titres
| No  | Titre                                                                  | Contient un (des) sample(s) de                    | Durée |
| --- | ---------------------------------------------------------------------- | ------------------------------------------------- | ----- |
| 1.  | Intro                                                                  |                                                   | 0:29  |
| 2.  | I Owe You                                                              | Baby I Owe You Something Good de Funkadelic       | 4:24  |
| 3.  | Ride (featuring Juan, Big Herk et Ingrid Smalls)                       |                                                   | 4:14  |
| 4.  | Wet My Whistle (featuring Sara Stokes)                                 |                                                   | 3:36  |
| 5.  | Politics (featuring Cee Lo Green)                                      |                                                   | 4:37  |
| 6.  | Looking at My Dog (featuring Yo Gotti et Ingrid Smalls)                | Just Memories d'Eddie Kendricks                   | 4:32  |
| 7.  | Right Back (featuring Juan et Kid Vishis)                              |                                                   | 3:40  |
| 8.  | Skit                                                                   |                                                   | 0:37  |
| 9.  | Blow Dat...                                                            | Don't Believe the Hype de Public Enemy            | 3:50  |
| 10. | Chips on Pistons (featuring Blade Icewood, Ingrid Smalls et Jay Black) |                                                   | 4:25  |
| 11. | Skit                                                                   |                                                   | 0:36  |
| 12. | Fuck My Brains Out (featuring June et Ingrid Smalls)                   |                                                   | 3:31  |
| 13. | Independent's Day                                                      | I Can't See Me Without You de The Main Ingredient | 3:47  |
| 14. | Meeting of the Bosses                                                  |                                                   | 4:01  |
| 15. | Skit                                                                   |                                                   | 0:32  |
| 16. | Paranoia (featuring La the Darkman)                                    |                                                   | 3:54  |
| 17. | Lay It Down (featuring Juan, K-Doe et Fizz)                            |                                                   | 4:18  |
| 18. | Yeah (featuring Ingrid Smalls)                                         |                                                   | 3:48  |